# 고유비
고유비(본명 고진오, 1974년 ~ )는 대한민국의 록 음악 가수, 작사가이다.

## 이력
1997년 언더그라운드 라이브 클럽에서 공연 활동을 하다가 6년 후 2003년 1집을 내고 정식 데뷔하였다.

## 디스코그래피

### 정규 앨범
- 2003년 《고유비 1집》
- 2005년 《고유비 2집》
- 2006년 《고유비 3집》